# Laudato TV
Laudato TV ist ein Zagreber kommerzieller lokaler Fernsehveranstalter, der nach eigenen Angaben familiäre und christliche Werte vertritt. Gründerin ist Ksenija Abramović.
Am 25. Dezember 2015 ging Laudato TV erstmals auf Sendung. Schwerpunkt des Programms ist die Vermittlung positiver Nachrichten zum Thema Kirche, Welt, Sport, Komödie, Kulinarik, Gesundheit, Kinder und Animation, Literatur, geistliche Musik, sowie die Ausstrahlung von Dokumentarfilmen aus Eigenproduktion.
2019 war Laudatio TV der meistgesehene lokale Fernsehsender Kroatiens.

## Empfang
Gesendet wird vom Fusti-Gipfel der Medvednica, vom Japetić-Gipfel, sowie vom Martinščak-Gipfel in Karlovac.
Laudato TV strahlt sein Programm über digitale Plattformen wie evotv, MAXtv, OptiTV, A1, H1 telekom und Iskon.TV aus. Somit ist der Familienkanal Laudato TV landesweit verfügbar. Außerhalb der Republik Kroatien kann Laudato TV auch in Bosnien und Herzegowina, Nordamerika, Australien, Neuseeland, sowie in Europa verfolgt werden.

## Programm
Laudato TV strahlt heute über 30 Sendungen aus Eigen- und Fremdproduktion aus: Himmlische Komödie (kroat. Božanstvena komedija), Gesegneter Appetit (kroat. Blagoslovljen tek), Hört Hört (kroat. Čujte i počujte), Dudo und Freunde (kroat. Dudo i prijatelji), In Familia Dei, Exklusiv (kroat. Izdvojeno), Wusstet Ihr? (kroat. Jeste li znali?), Katholischer Kalender (kroat. Katolički kalendar), Kleiner Katechismus (kroat. Mali katekizam), Minuten für dich (kroat. Minute za tebe), Mein Kroatien (kroat. Moja Hrvatska), Meer der Barmherzigkeit (kroat. More milosrđa), Neues Herz (kroat. Novo srce), Öffne das Gedenkblatt (kroat. Otvori spomenar), Der Papst mit uns (kroat. Papa s nama), Beurteilungen (kroat. Prosudbe), Fenster des heiligen Josefs (kroat. Prozor svetog Josipa), Grund zur Hoffnung (kroat. Razlog nade), Was sagt uns die heilige Schrift (kroat. Što nam kaže Sveto pismo), Begegnung im Wort (kroat. Susret u Riječi), Die Welt aus der Sicht des Vatikans (kroat. Svijet očima Vatikana), Zeugnisse (kroat. Svjedočanstva), Wochenkarussell (kroat. Tjedni vrtuljak), Heilige Ratschläge (kroat. Zlatni savjeti), Leben und Gesundheit (kroat. Život i zdravlje), Angelus, Oberirdisches Kroatien (kroat. Hrvatsko nadzemlje), Adonai, Unsere älteren Nachbarn (kroat. Naši stariji susjedi), Wegweiser (kroat. Putokazi), Fröhliche Geschichte (kroat. Radosna priča), Die Kunst preist den Herrn (kroat. Umjetnost slavi Gospodina), Zuversichtlich und GIJ – Gemeinsam in Jugend (kroat. ZUM – Zajedno u mladosti).
Zu den regulären Sendungen strahlt das Laudato TV jede Woche Gottesdienste aus Kroatien, der Welt, sowie von den Reisen des Papst Franziskus aus. Hinzu kommen auch andere Inhalte zum Thema Informationsprogramm, Entertainment und Musikprogramm.

## Sendestudios
Die Zentrale von Laudato TV inklusive Studio und Redaktion ist in Zagreb. In Split wird seit 2019 ein Sendestudio betrieben.